# Метод спектральных элементов
Метод спектральных элементов (МСЭ) для решения дифференциальных уравнений в частных производных — это метод конечных элементов, в котором используются кусочные многочлены высокой степени в качестве базисных функций. Метод спектральных элементов предложил в статье 1984 года Т. Патера.

## Обсуждение
Спектральный метод представляет решение в виде тригонометрического ряда. Основные преимущества метода заключается в том, что он очень высокого порядка.
Этот подход опирается на факт, что тригонометрические многочлены являются ортогональным базисом для {\displaystyle L^{2}(\Omega )}.
Метод спектральных элементов выбирает вместо них высокого порядка базисные функции в виде кусочных многочленов, которые также дают очень высокий порядок точности.
Такими многочленами обычно выбираются ортогональные многочлены Чебышёва или многочлены Лежандра очень высокого порядка над неоднородными пространственными узлами (сетки).
В МСЭ вычислительная ошибка уменьшается экспоненциально по мере роста порядка аппроксимирующих многочленов, потому быстрой сходимости решения к точному решению удаётся получить с меньшей степенью свободы структуры по сравнению с методом конечных элементов (МКЭ).
При мониторинге состояния конструкции МКЭ может быть использован для определения больших дефектов в структуре, но, когда размер дефектов уменьшается, нужно использовать более высокую частоту с меньшей длиной волны. Поэтому сетка МКЭ должна быть много тоньше, что ведёт к увеличению времени вычисления и менее точным решениям.
МСЭ с меньшим числом степеней свободы на узел может быть полезен для определения малых дефектов.
Неоднородность узлов сетки помогает привести матрицу масс к диагональному виду, что экономит время и память, а также это полезно для применения метода центральных конечных разностей.
В недостатки МСЭ входит трудность в моделировании сложных геометрий, по сравнению с гибкостью МКЭ.

## Априорная оценка ошибки
Классический анализ методов Галёркина и лемма Сеа применимы здесь и можно показать, что если u является решением слабого уравнения, uN является приближённым решением и {\displaystyle u\in H^{s+1}(\Omega )}:
{\displaystyle \|u-u_{N}\|_{H^{1}(\Omega )}\leqslant C_{s}N^{-s}\|u\|_{H^{s+1}(\Omega )}},
где C не зависит от N, а s не превосходит степени кусочных многочленов базиса. При увеличении N мы можем также увеличить степень базисных функций. В этом случае, если u является аналитической:
{\displaystyle \|u-u_{N}\|_{H^{1}(\Omega )}\leqslant C\exp(-\gamma N)},
где {\displaystyle \gamma } зависит только от {\displaystyle u}.

## Связанные методы
- G-NI и SEM-NI являются наиболее употребительными спектральными методами. Формулировка Галёркина спектральных методов и методов спектральных элементов для G-NI и SEM-NI соответственно модифицируется и используется метод интегрирования Гаусса в определении билинейной формы {\displaystyle a(\cdot ,\cdot )} и функционала {\displaystyle F}. Эти методы являются семейством методов Петрова – Галёркина[англ.]. Их сходимость есть следствие леммы Стренга.
- Метод спектральных элементов использует пространство c тензорным произведением, натянутое на узловые базисные функции, ассоциированные с точками Гаусса — Лобатто. Для контраста, p-версия метода конечных элементов[англ.] работает с пространством многочленов высокого порядка, натянутым на неузловые базисные функции, выбранные приблизительно ортогональными для вычислительной устойчивости. Поскольку не обязательно все внутренние базисные функции должны быть представлены, p-версия метода конечных элементов может создать пространство, содержащее все многочлены вплоть до заданной степени с меньшей степенью свободы [3]. Однако некоторые возможные техники ускорения для спектральных методов ввиду их характера как тензорного произведения здесь больше не работают. Название p-версия означает, что точность увеличивается за счёт порядка аппроксимирующих многочленов, а не уменьшение размера сетки h.
- Метод hp конечных элементов (hp-FEM[англ.]) комбинирует преимущества h и p улучшений для получения экспоненциальной сходимости[4].